# Wygnanka (Mazovie)
Pour les articles homonymes, voir Wygnanka.
Wygnanka (prononciation : [vɨɡˈnaŋka]) est un village polonais de la gmina de Mszczonów dans le powiat de Żyrardów de la voïvodie de Mazovie dans le centre-est de la Pologne.
Il se situe à environ 12 km au sud-est de Mszczonów (siège de la gmina), 23 km au sud-est de Żyrardów (siège du powiat) et à 44 km au sud-ouest de Varsovie (capitale de la Pologne).
Le village possède une population de 230 habitants approximativement.

## Histoire
De 1975 à 1998, le village appartenait administrativement à la voïvodie de Skierniewice.